# Prototyp

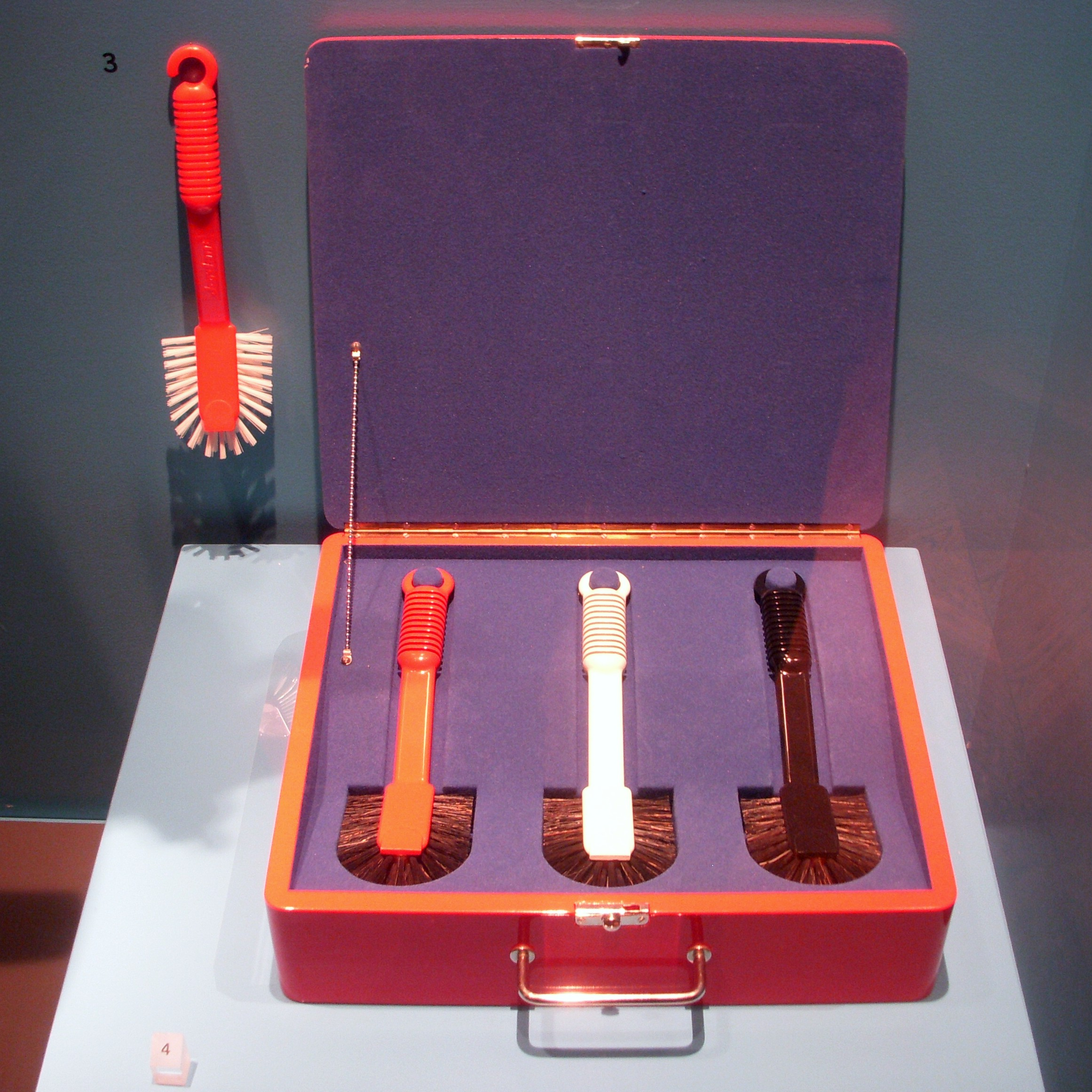
Prototyp för en diskborste av A&E Design på Nationalmuseum.

Prototyp (av grekiskans protos, först och typos, form) är en urtyp, urbild, första förebild eller grundform av något.
En prototyp kan vara en förlaga eller testmodell som används vid framtagandet av en produkt, exempelvis inom design, elektronik eller mjukvaruutveckling. Den är till för att underlätta kommunikation och visualisering av idéer, detta för att undersöka olika lösningar, väga fördelar mot nackdelar samt att upptäcka brister och fallgropar innan produkten sätts i produktion.
En prototyp behöver varken fungera eller vara skalenlig. Den kan ibland vara ett tomt skelett och enbart fokusera på ett fåtal aspekter av den tilltänkta produkten. Det finns många andra varianter av prototyper. Ordet prototyp säger ingenting om hur långt i utvecklingsprocessen en produkt befinner sig utan markerar enbart att det handlar om en förlaga.

## Inom produktdesign
Inom industriell produktutveckling avser en prototyp en försöksmodell som är riktig i funktion, konstruktion och utseende men inte i tillverkningsmetod.
Det finns en stor vidd av designtekniker med namn så som prototyp, skiss, mock-up, skalmodell, scenariotestning, story board-simulering, användartest, som alla använder samma strategi för att låta designers få en uppfattning om framtida användning. En mock-up är en hastigt framtagen modell och ett skal utan funktionalitet, framtagen för att symbolisera en artefakt. En prototyp visar även dynamiska effekter av modellen.
Vid rapid prototyping eller friformsframställning framställs modeller med hjälp av 3D-skrivare [källa behövs]

## Inom teknikvetenskap
Inom teknisk forskning är en demonstrator eller demoversion en prototyp som fungerar som proof-of-concept och demonstrationsmodell för en ny teknisk princip eller framtida produkt. Syftet är att bevisa dess genomförbarhet och illustrera tänkbara applikationer och möjlig produktutformning.
I stora utvecklingsprojekt är en testbädd en plattform och miljö för utveckling och testning av prototyper. Testbädden kan användas för rigorösa experiment och utvärdering av nya tekniska standarder, verktyg, principer och vetenskapliga teorier.

## Inom tillverkningsindustri
En prototyp är ett första exemplar av något och utgör en mall vid serietillverkning. En nollserie är en begränsad tillverkningsserie av en produkt, som exempelvis kan vara till för att marknadsföra produkten i fråga, innan massproduktionen inleds.

## Inom systemutveckling
Inom systemutveckling avser prototyp olika grader av ofullständiga versioner av den programvara som utvecklas, exempelvis alfaversion och betaversion (demoversioner) av hela eller delar av systemet. Prototypen simulerar några aspekter av det slutliga systemet.
Prototyputveckling (software prototyping) kan användas för att snabbt och iterativt ta fram delleveranser vid agil systemutveckling. Beställaren och systemägaren kan därmed bedöma om tidsplaner är genomförbara, systemtestare kan verifiera att programmet verkligen uppfyller specifikationer, och användare kan testa programmets användbarhet och ändamålsenlighet. Baserat på testresultat kan kravspecifikationer och tidsplaner vidareutvecklas iterativt.
Rapid software prototyping eller snabb applikationsutveckling är en systemutvecklingsteknik som baseras på programmeringsverktyg eller utvecklingsmiljö för grafisk design av användargränssnitt (GUI builder eller GUI designer) genom att programutvecklaren drar och släpper olika widgetar.
Mock-up eller trådmodell (wire frame model) är symboliska begrepp hämtade från mekanisk produktdesign, och avser en prototyp som enbart imiterar utseendet av ett system, men inte dess funktion. Gränsen mellan mock-up och prototyp är inte lika väldefinierad inom systemutveckling som inom design av fysiska produkter.
Vid design av användargränssnitt och genomförande av användbarhetstester är en mock-up eller pappersbaserad prototyp framtagen utan programkodning, men enbart med papper och penna, alternativt med en uppsättning vyer framställda med ett ritprogram eller ett presentationsprogram, och liknar ett bildmanus (storyboard) för interaktiv multimedia och datoranimering. En webb-mock-up imiterar den grafiska utformningen av en webbplats, men saknar i allmänhet interaktivitet. En rad verktyg finns för att utveckla mock-ups av webbplatser och användargränssnitt.
En särskild form av prototyp är ett mock-objekt, som är ett simulerat programobjekt som används för att testa beteendet av ett annat pobjekt. Mock-objekt används ofta vid testdriven utveckling för att skapa enhetstester utan att behöva utveckla alla beroende programmoduler. Ett mock-objekt liknar en test stubbe, metodstubbe, dummy-kod eller abstrakt metod.